# Pycnarmon pulchralis
Pycnarmon pulchralis is een vlinder van de familie van de grasmotten (Crambidae). De wetenschappelijke naam van deze soort is voor het eerst voorgesteld als Entephria pulchralis door Charles Swinhoe in een publicatie uit 1901.
De soort komt voor in Myanmar.